# Thomas André Ødegaard
Thomas André Ødegaard (født 12. februar 1971 i Norge) er en tidligere professionel fodboldspiller (målmand) fra Norge, der i dag er målmandstræner i den norske tippeligaklub Strømsgodset.

## Klubber
- Konnerud
- Glassverket
- Skiold
- Drafn
- Rosenborg
- Viking
- Strømsgodset

## Eksterne links
- Spillerprofil på Transfermarkt